# Johannes Ghiselin
Johannes Ghiselin noto anche come Verbonnet, (fl. XV-XVI secolo) è stato un compositore fiammingo del Rinascimento attivo fra il 1491 ed il 1507 in Francia, Italia e nei Paesi Bassi. Fu contemporaneo di Josquin des Prez e un importante compositore di messe, mottetti e musica profana. La sua reputazione fu notevole come dimostrato dalla decisione dell'editore Ottaviano Petrucci di stampare un intero libro di sue messe immediatamente dopo averne stampato uno di Josquin, solo il secondo del genere nella storia della musica fino ad allora.

## Biografia
Molto poco si conosce sui primi anni della sua vita, ma si può dedurre che era originario del sud dei Paesi Bassi, da alcune fonti citato come originario "da Piccardia" e "fiamengo". Dovette aver fatto parte della Cappella della Scuola di Borgogna negli anni 1470 durante il regni di Carlo il Temerario, visto che compose per lui Je lay empris. Comunque non esistono fonti che documentino questo fatto.
La prima fonte certa su Ghiselin è del 1491, epoca nella quale era a Ferrara. Isabella d'Este lo inviò in Francia per ingaggiare alcuni cantori per la Cappella degli Este. Nel 1492 e 1493 fu cantore a Firenze ed è possibile che spostò in Francia o nei Paesi Bassi immediatamente dopo. Visto che è citato in un poema di Jean Crétin del 1497, in occasione della morte di Ockeghem, scritto assieme ad alcuni allievi del celebre maestro, si presume che possa aver studiato con Ockeghem, e se così fosse, non è noto se vi avesse studiato prima o dopo essere stato in Italia alla metà degli anni 1490.
Ghiselin mantenne contatti con la Corte di Ferrara ed occasionalmente fu suo emissario. Dopo che Josquin l'offerta di impiego a Ferrara nel 1503, Ghiselin viaggiò con lui da Parigi a Ferrara, arrivando il 12 aprile "con una splendida carrozza". Ghiselin rimase apparentemente a Ferrara fino al 1505, quando sia lui che Josquin fuggirono a seguito dello scoppio della peste. Jacob Obrecht, che era recentemente giunto presso la prestigiosa compagine musicale della corte estense, rimase a Ferrara e venne colpito dal contagio nel luglio 1505.
Ghiselin evidentemente si era diretto nei Paesi Bassi, dopo essere fuggito da Ferrara, perché era a Bergen op Zoom nel 1507, ricevendo uno stipendio considerevole alla Onze Lieve Vrouwe Gilde. Egli morì probabilmente tra quella data e il 1511, in quanto fonti relative a quegli anni sono scomparse, e quando la sequenza riprende il suo nome è assente e non ci sono ulteriori documenti della sua attività.

## Musica
Assieme a Josquin, Ghiselin si occupò della risoluzione dei problemi posti dai multipli movimenti della messa ciclica. Le messe di Ghiselin erano molto note ed apprezzate, come è dimostrato dalla scelta di Petrucci di pubblicare un intero libro di esse, il secondo di sole messe dedicato ad un singolo compositore (1503). La maggior parte delle sue messe sono tratte da chanson di compositori come Antoine Busnois, Alexander Agricola, Guillaume Dufay, Loyset Compère e di sua stessa composizione.
Ghiselin compse anche mottetti, chanson, musica profana in lingua olandese, oltre ad alcuni pezzi di musica strumentale. Il suo pezzo "La Spagna" a quattro voci, è probabilmente fra i primi di questa melodia di bassadanza scritta per parti multiple, anche se questo dato non è documentato.

## Registrazioni
- Salve Mater Salve Jesu, Chant and Polyphony From Bohemia Around 1500, Capilla Flamenca con Schola Gregoriana Pragensis e Barbara Maria Willi, 2007 (KTC 1346). Comprende la registrazione di O gloriosa Domina, un mottetto di Johannes Ghiselin.